# Portugal i olympiska vinterspelen 1952
Portugal deltog med en deltagare vid de olympiska vinterspelen 1952 i Oslo. Landets deltagare erövrade ingen medalj.